# El palomo cojo
El palomo cojo es una película española, dirigida y escrita por Jaime de Armiñán y protagonizada por María Barranco y Francisco Rabal, en 1995, basada en la novela del mismo título, de Eduardo Mendicutti.

## Sinopsis
Un niño de diez años, aquejado  de una larga enfermedad, llega al chalet de sus abuelos, situado en el Barrio Alto de una señorial población gaditana, para pasar los tres meses de un verano que se anuncia triste y aburrido. Pero habitan o visitan la casa parientes y personajes, a la vez desconcertantes y fascinantes, que poco a poco irán perturbando su aparente austeridad con estrafalarias y misteriosas rarezas.

## Reparto
- María Barranco como Mari
- Francisco Rabal como Tío Ricardo
- Carmen Maura como Tía Victoria
- Joaquín Kremel como Tío Ramón
- Valeriano Andrés como Abuelo
- Miguel Ángel Muñoz como Felipe
- María Massip como Tía Blanca
- Tomás Zori como Bisabuela
- Asunción Balaguer como Tata Caridad
- Ana Torrent como Adoración
- Amparo Baró como Reglita
- María Galiana como Abuela
- Ofelia Angélica como Ester

## Premios

### Goyas 1996
| Categoría            | Persona          | Resultado |
| -------------------- | ---------------- | --------- |
| Mejor guion adaptado | Jaime de Armiñán | Candidato |

- Datos: Q5351740